# Língua rifenha
O rifenho ou tarifit é a língua berbere falado pelos rifenhos, os berberes originários da região montanhosa do Rife, no norte de Marrocos. É a única língua de Marrocos pertencente ao sub-ramo das línguas berberes zenetas. As estimativas do número de falantes varia entre 1.7 e os 6,5 milhões.
Outros nomes aplicados à língua rifenha são berbere rifenho, tamazigue tarifite (em berbere: tamazight tarifit), rifi, rifia (em árabe), shilha setentrional (ou simplesmente shilha, embora esta seja usualmente considerada uma língua separada, também chamada de tasusit).[carece de fontes?]

## Classificação e dialetos
O rifenho é o principal idioma das chamadas línguas rifenhas, um subgrupo das línguas zenetas, da qual também fazem parte o chaoui e o mzabi. Por sua vez, as línguas zenetas pertencem ao ramo das línguas berberes setentrionais. Alguns autores não classificam o rifenho diretamente nas línguas rifenhas, mas sim num sub-ramo destas, o rif, constituído pelo rifenho e pelo sanhaja de Srair.
Em contrapartida, é frequente considerar o rifenho como um dialeto e não como uma língua independente. Essa é a posição de muitos linguistas, como Salem Chaker e Mohamed Chafik. Muitos militantes da cultura e nacionalismo berbere em Marrocos vão ao ponto de não reconhecerem as três grandes varinates das línguas berberes como línguas diferentes.[carece de fontes?]
À semelhança do que ocorre com outras línguas berberes, os falantes de rifenho referem-se com frequência à sua língua com o nome genérico de berbere ou tamazigue, aplicada a todas as línguas berberes.[carece de fontes?]
Os principais dialetos de Marrocos de que há registo são o Urrighel e o Beni Iznassen (Beni Snassen ou, na Argélia, Iznacen). Este último pode ser uma língua separada. Na Argélia usam o Iznacen e o Arzeu.

## Distribuição geográfica
O rifenho é falado principalmente no Rife marroquino, tanto nas montanhas, como nas na costa mediterrânica, e também por uma numerosa minoria no enclave espanhol de Melilha. Há alguns falantes fora da região do Rife em Marrocos, como em Oujda, Tânger, Tetuão, Larache, Fez e Casablanca. Fora de Marrocos, o rifenho é falado na área costeira ocidental da Argélia e nas diversas e numerosas comunidades emigrantes, nomeadamente na França, Espanha, Países Baixos, Bélgica, Alemanha onde vivem mais de dois milhões de rifenhos.[carece de fontes?]
Segundo o censo marroquino de 2004, existiam então no país 1,4 milhões de falantes de rifenho.[carece de fontes?] Outras fontes referem estimativas relativas a 1991 de 1,5 milhões de falantes em Marrocos e 1,7 milhões em todo o mundo. Outras estimativas apontam para 4,5 milhões em Marrocos e 2 milhões no estrangeiro.[carece de fontes?]

## Escrita

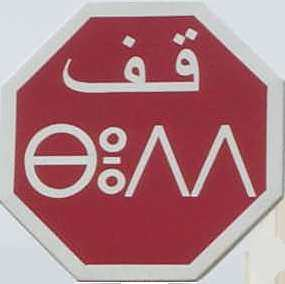
Sinal de trânsito bilíngue em Nador, escrito em árabe e rifenho com tifinague

Como outras línguas berberes, o rifenho tem sido escrito usando diversos sistemas ao longo do tempo. Recentemente (2003), o alfabeto tifinague tornou-se oficial em Marrocos, mas os alfabetos árabe e latino continuam a ser usados online e em várias publicações. O tifinague é uma recriação moderna da escrita usada historicamente pelos berberes de toda a chamada Tamazgha (conjunto das regiões tradicionalmente berberes).[carece de fontes?]
Ao contrário da vizinha língua shilha (tasusit), há muito pouca literatura em rifenho anterior ao século XX.[carece de fontes?]

## Estatuto oficial
Os berberistas há muito que reclamam o reconhecimento oficial das línguas (ou dialetos) berberes, que em Marrocos são a língua materna de quase metade da população, mas o rifenho não tinha qualquer estatuto oficial até 1994, quando foi anunciado pelo rei que estava iminente a entrada do berbere nas escolas. Em 2003 ainda não tinham sido postos em prática os planos de ensino obrigatório nas escolas primárias das três principais variantes berberes; rifenho, tamazigue do Atlas e tashelhit. O plano oficial prevê o estudo do berbere em todos os níveis de ensino e em todo o país, inclusivamente nas zonas não berbeberófonas, pretendendo-se com isso também avançar para a padronização da língua.[carece de fontes?]